# SuperKEKB
SuperKEKB — электрон-позитронный коллайдер, построенный в Японии Организацией по изучению высокоэнергетических ускорителей (KEK). Коллайдер сооружён на базе ускорительного комплекса предыдущего электрон-позитронного коллайдера KEKB. Первый пучок получен в феврале 2016 года. Проектная светимость составляет 8,44⋅1035 см−2·с−1, что в 40 раз выше светимости KEKB. На SuperKEKB планируется провести эксперимент Belle II, который является продолжением эксперимента Belle. Будут исследоваться пары B-мезон и анти-B-мезон. Результаты экспериментов позволят уточнить представления о нарушении CP-симметрии.
Официально запущен 26 апреля 2018 года. К 2022 году достигнута светимость 4,65⋅1034 см−2·с−1, что является мировым рекордом, но существенно меньше проектной.